# Първа любов (теленовела)
„Първа любов... до 1000 на час“ (на испански: Primer amor... a 1000 × hora) е мексиканска теленовела, режисирана от Луис Пардо и Елои Гануса, и продуцирана от Педро Дамян за Телевиса през 2000-2001 г. Адаптация е на мексиканската теленовела Петнадесетгодишна, създадена от Хорхе Дуран Чавес и Рене Муньос.
В главните роли са Анаи, Куно Бекер, Ана Лайевска и Валентино Ланус, а в отрицателните - Маурисио Ислас, Арлет Теран и Летисия Пердигон. Специално участие вземат Себастиан Лигарде, Мариагна Пратс, Мануел „Флако“ Ибаниес, Хосе Елиас Морено, Фабиан Роблес и Даниела Лухан.

## Сюжет
Джована и Марина са две неразделни приятелки, които принадлежат на различни светове. Джована живее в скромен дом, а в свободното си време работи в кафене, за да помага на баща си с разходите за дома, а Марина е богато момиче, което е в постоянен конфликт с майка си, която е известна актриса.
И двете приятелки скоро ще навършат петнадесет години, а Каталина, капризната майка на Джована, иска да направи голямо парти на дъщеря си въпреки несигурното финансово състояние на семейството. Джована е влюбена в Леон Балдомеро, скромен механик, който я обича, но тази връзка е напълно отхвърлена от Каталина, която не одобрява финансовото състояние на Леон.
Към тази опозиция се присъединява и Демян, развратният братовчед на Марина, който е обсебен от Джована, въпреки че тя категорично го отхвърля, тъй като не изпитва нищо към него. Решен да постигне своята цел, Демян се съюзява с Присила, по-голямата сестра на Джована, на която винаги е завиждала. Така че, в нощта на партито, Демян дрогира Джована и ѝ внушава, че са имали сексуален контакт, а това изпълва със срам младата жена, която решава да развали връзката си с Леон.
От своя страна, Марина трябва да се примири със съвместното си съжителство с доведения си брат Иманол, който се връща в страната, след като е завършил образованието си в чужбина. Презрението, което изпитва тя към него, не е нищо повече от щит, за да скрие любовта, която чувства.
На фона на престъпления, наркомани и петнадесет години всичко това ще доведе до изпитание на чувствата между Джована, Леон, Марина и Иманол, както и приятелството между двете млади жени, които са в трудния преход от момиче към жена, в който първата любов е до хиляда на час.

## Актьори
Част от актьорския състав:
- Анаи – Джована Луна Гера
- Куно Бекер – Леон Балдомеро
- Ана Лайевска – Марина Итуриага Камарго
- Валентино Ланус – Иманол Хауреги Тасо
- Маурисио Ислас – Демян Вентура
- Арлет Теран – Присила Луна Гера
- Алекса Дамян – Емилия Балдомеро
- Фабиан Роблес – Сантяго Гарсия
- Летисия Пердигон – Каталина Гера де Луна
- Хосе Елиас Морено – Естебан Луна
- Себастиан Лигарде – Антонио Итуриага
- Мариагна Пратс – Пилар Камарго де Итуриага
- Мануел „Флако“ Ибаниес – Конрадо Балдомеро
- Артуро Гарсия Тенорио – Индалесио Кано
- Хосе Мария Торе – Бруно Балдомеро
- Аитор Итуриос – Борис
- Даниела Лухан – Сабрина Луна Гера
- Сокоро Бония – Милагрос Гарсия
- Беатрис Морено – Бенита Моралес
- Бланка Санчес – Андреа Камарго
- Пилар Пелисер – Чонта
- Маурисио Аспе – Родолфо
- Марсело Букет – Себастиан Оливарес
- Кика Едгар – Оливия
- Себастиан Рули – Маурисио
- Фелипе Нахера – Valente Montijo
- Лаиша Уилкинс – Тамара
- Дулсе Мария – Британи

## Премиера
Премиерата на Първа любов е на 9 октомври 2000 г. по Canal de las Estrellas. Последният 101. епизод е излъчен на 23 февруари 2001 г.

## Специален епизод
След финала на Първа любов е излъчен специален епизод Първа любов... три години по-късно, който продължава историята на теленовелата три години по-късно.

## Музикални теми
- Primer amor в изпълнение на Анаи
- A mil por hora в изпълнение на Линда, музика към началните надписи на всеки епизод
- Juntos в изпълнение на Анаи и Куно Бекер, музика към финалните надписи на всеки епизод

## Награди и номинации
Награди TVyNovelas 2001
| Категория                           | Номиниран(а)                        | Резултат   |
| ----------------------------------- | ----------------------------------- | ---------- |
| Най-добра теленовела                | Педро Дамян                         | Номиниран  |
| Най-добра актриса в главна роля     | Анаи                                | Номинирана |
| Най-добър актьор в отрицателна роля | Маурисио Ислас                      | Номиниран  |
| Най-добра актриса в поддържаща роля | Арлет Теран                         | Печели     |
| Най-добър актьор в поддържаща роля  | Фабиан Роблес                       | Номиниран  |
| Най-добро женско откритие           | Ана Лайевска                        | Печели     |
| Най-добро мъжко откритие            | Валнтино Ланус                      | Печели     |
| Най-добра музикална тема            | A mil x hora в изпълнение на Линда  | Номинирана |
| Най-добър оператор                  | Карлос Санчес Рос Вивиан Санчес Рос | Печелят    |

- Най-добра последователност от действия: Маурисио Ислас и Куно Бекер
- Най-добра борба: Маурисио Ислас и Куно Бекер
- Най-добра целувка: Валентино Ланус и Ана Лайевска

Награди El Heraldo de México 2001
| Категория      | Номиниран(а)    | Резултат |
| -------------- | --------------- | -------- |
| Мъжко откритие | Валентино Ланус | Пелечи   |

Награди Eres 2001
- Най-добра млада актриса в главна роля: Анаи
- Най-добри открития: Валентино Ланус и Ана Лайевска
- Най-добра музикална тема за теленовела: A mil por hora
- Най-добра теленовела

## Версии
Кино
- През 1960 г. е създаден игралният филм Quinceañera, режисирана от Алфредо Б. Кревена и написана от Едмундо Баес и Хорхе Дуран Чавес, с участието на Марта Михарес, Тере Веласкес и Марикрус Оливие.[5]

Телевизия
- Тази версия е базирана на мексиканската теленовела от 1987 г. Петнадесетгодишна, режисирана от Педро Дамян и Моника Мигел, и продуцирана от Карла Естрада за Телевиса, с участието на Адела Нориега и Талия.
- Miss XV, мексиканска теленовела от 2012 г., продуцирана от Педро Дамян за Телевиса, с участието на Паулина Гото и Наташа Дупейрон.